# Helge Aafløy
Helge Eldar Aafløy (auch Aafloy; * 1936 in Tromsø) ist ein norwegischer Musikpädagoge, Organist und Komponist.

## Leben
Helge Aafløy war Anfang der 1960er Jahre in Tromsø Musiklehrer, arbeitete an der dortigen Lehrerschule, gab Gesangskurse bei der Friundervisning, einem norwegischen Institut für Erwachsenenbildung, und war Organist an der Tromsø domkirke. Bei diversen Gottesdiensten die im Rundfunk übertragen wurden, fungierte Aafløy als Organist. In dieser Zeit arbeitete er als Musikkritiker bei der Zeitung Tromsø. Ende der 1960er Jahre ging er nach Bergen und arbeitete dort an der Lehrerschule. In den 1990er Jahren unterrichtete er am Musikkonservatorium in Bergen. Seine Söhne sind der norwegische Politiker Trym Helge Aafløy (* 1963), der norwegische Musiker, Songwriter und Musikproduzent Knut Aafløy (* 1965) und der Musiker Hans Aafløy.

## Werke (Auswahl)
Helge Eldar Aafløys populärstes Werk ist der Bergenhus March, ein beliebtes Repertoirestück für Blasorchester, von dem auf Youtube diverse Einspielungen zu finden sind.
- Bergenhus March. Ein Arrangement für Blasorchester von Ray Farr ist im Musikverlag Frank erschienen.
- Brudemarsj fra Sorfold[7]
- Dombaas Marsj[7]
- Du ska itte trø i graset für dreistimmigen Frauenchor. Text: Einar Skjæraasen (1900–1966). Eingespielt vom NRK Jentekor [Mädchenchor des Norwegischen Rundfunks] unter der Leitung von Ingunn Bjorland zum 40-jährigen Bestehen des Chors OCLC 55068252
- Eg skreiv mitt dikt. Text: Jan-Magnus Bruheim, 1981 OCLC 494502825
- Erasmus Montanus[7]
- Feltartilleribataljonen Brig N.[7]
- Fjäriln vingad für dreistimmigen Frauenchor.
- Haakonsvern Marsj[7]
- Hymne på en bryllupsdag [Hymne für einen Hochzeitstag], Text: Erik Hillestad, Musik: Karoline Krüger. Fassungen für dreistimmigen und vierstimmigen gemischten Chor mit Begleitung von Helge Aafloy, 2001
- I-3 Marsj[7]
- Jubilus[7]
- Litl’ Olamann für dreistimmigen Frauenchor. Publiziert im Musikhojskolens Forlag
- Och Flickan hin går i Dansen für dreistimmigen Frauenchor.
- Three bagateller. Publiziert beim Norsk Musikforlag, 1968 OCLC 25262892
  - Rezension von Frank Dawes in der Musical Times vom September 1970: „Aafloy’s pieces are even simpler, directly in the Norwegian lyrical-pastoral tradition, their diatonic tonal schemes frequently enlivened by an unexpected harmonic twist or a deviation from four-square rhythm.“[8]
- Um å bera, Text: Jan-Magnus Bruheim, Tonika a-s Musikforlag, 1978 OCLC 494406193
- Tre norske danser, I Halling II Gangar III Springar, eingespielt auf Tribute – American & Norwegian Music For Brass Band. Publiziert von Manger Musikklag, Helge Haukas GRCD 004
- Troms Landforsvar

### Sammlungen
- 10 korsatser [10 Chorsätze]. Sammlung von 10 Arrangements für dreistimmigen gemischten Chor. OCLC 475281938
  - Det står ein friar uti gar'e (Norwegisches Volkslied)
  - All through the night (Walisisches Volkslied)
  - Heidenröslein (Melodie: Heinrich Werner, Text: Johann Wolfgang von Goethe)
  - Bro, bro, brille (Kinderreim)
  - Nobody knows (Negro Spiritual)
  - Dere's no hiding place (Negro Spiritual)
  - Little David, play on you' harp (Negro Spiritual)
  - Kjerringa med staven (Norwegisches Volkslied)
  - Oh, what a beautiful mornin‘ (Text: Oscar Hammerstein; Musik: Richard Rodgers)
  - Summertime (Text: Du Bose Heyward; Musik: George Gershwin)
- Bukkevise og 9 andre satser, für Frauenchor
  - Sing we and chant it (Thomas Morley) a cappella
  - Bukkevise mit Klavierbegleitung
  - Vem kan segla a cappella
  - Early one morning a cappella
  - Til fjellet må jeg flytte mit Klavierbegleitung
  - Hevenu shalom aleichem mit Klavierbegleitung
  - Der sto tre skjelmer mit Klavierbegleitung
  - Värmlandsvisan (Ack Värmeland, du sköna) a cappella
  - Go down, Moses mit Klavierbegleitung
  - Til hjertene a cappella
- Syv religiose folketoner fra Nordland, publiziert Norske komponisters forlag, 1976 OCLC 756725194
  - I Alene Gud i himmerik
  - II Dyp av nade
  - III Hos Gud er idel glede
  - IV Hvor salig er den lille flokk
  - V Nu rinner solen opp
  - VI O Guds lam, miskunne deg
  - VII Velt alle dine veie

(Quelle:)